# Sons of Soul
Albums de Tony! Toni! Toné!
The Revival (en)
(1990) House of Music (en)
(1996)
Sons of Soul est le troisième album studio du groupe américain Tony! Toni! Toné!. Édité le 22 juin 1993 par Wing Records et Mercury Records. Il succède à l'album The Revival (1990).

## Pistes
1. If I Had No Loot (4:01)
2. What Goes Around Comes Around (4:33)
3. My Ex-Girlfriend (4:52)
4. Tell Me Mama (4:17)
5. Leavin’ (5:15)
6. Slow Wine (4:49)
7. (Lay Your Head on My) Pillow (6:12)
8. I Couldn't Keep It to Myself (5:20)
9. Gangsta Groove (5:03)
10. Tonyies! In the Wrong Key (4:05)
11. Dance Hall (4:26)
12. Times Squares 2:30 A.M. (Segue) (0:33)
13. Fun (5:16)
14. Anniversary (9:24)
15. Castleers (1:19)